# Alouette à poitrine rose
Calendulauda poecilosterna
Espèce
Statut de conservation UICN

 LC  : Préoccupation mineure
L’Alouette à poitrine rose (Calendulauda poecilosterna) est une espèce de passereaux de la famille des Alaudidae.
Cet oiseau peuple les milieux ouverts, arides du Kenya, sud de la Somalie et régions limitrophes avoisinantes.